# مارائودر
مارائودر (به انگلیسی: Marauder) _ به معنی غارتگر _ یک خودروی زرهی مقاوم در برابر مین است که توسط گروه پارامونت در آفریقای جنوبی تولید می‌شود. این خودرو نخستین‌بار در نمایشگاه بین‌المللی دفاعی (IDEX) سال ۲۰۰۷ در ابوظبی، که بزرگ‌ترین نمایشگاه تسلیحات در خاورمیانه به‌شمار می‌آید، معرفی شد.

## طراحی و مشخصات
مارائودر با هدف انجام مأموریت‌های شناسایی و حفظ صلح طراحی شده است. این خودرو گنجایش حمل حداکثر ده نفر، شامل راننده و فرمانده را دارد.
مارائودر برای فعالیت در محیط‌های شهری، مناطق متراکم و فضاهای محدود طراحی شده و در مقایسه با ماتادور (خودروی زرهی مشابه)، اندازه و وزن کمتری دارد. این خودرو در پیکربندی‌های ۴×۴ و ۶×۶ تولید می‌شود. سرعت گشت‌زنی آن حدود ۱۰۰ تا ۱۲۰ کیلومتر بر ساعت و برد عملیاتی آن تا ۷۰۰ کیلومتر است.
بدنهٔ دوجداره و یکپارچه‌ی مارائودر از خدمه در برابر گلوله‌ها تا سطح سوم استاندارد STANAG 4569 محافظت می‌کند.
ظرفیت بار مارائودر امکان نصب انواع سامانه‌های دفاعی و تسلیحاتی را فراهم می‌سازد؛ از جمله مسلسل‌های سبک و متوسط، توپ، پرتابگر موشک و سامانه‌های فرماندهی، دیده‌بانی و کنترل. همچنین می‌توان این خودرو را به‌گونه‌ای پیکربندی کرد که امکان شلیک خمپاره از سکوی بار آن وجود داشته باشد.

## تولید

#### اردن
در ۲۰۰۸، گروه پارامونت برای تولید خودروی مارائودر، با دفتر طراحی و توسعهٔ ملک عبدالله (که اکنون با نام مرکز طراحی و توسعه نظامی اردن شناخته می‌شود) قراردادی امضا کرد. این نهاد، آژانس اصلی نظامی دولتی اردن در حوزهٔ توسعه و تولید سامانه‌های دفاعی است و به‌عنوان مشاور فنی مستقل برای نیروهای مسلح سلطنتی اردن (JAF) نیز عمل می‌کند.
علاوه بر نقش تولیدی، اردن نخستین مشتری خودروی مارائودر نیز بود.

#### جمهوری آذربایجان
خودروی مارائودر همچنین در جمهوری آذربایجان توسط وزارت صنایع دفاعی این کشور و از طریق توافق‌نامه‌ای مشترک با شرکت پارامونت تولید می‌شود.

#### قزاقستان
شرکت مهندسی قزاقستان از ۲۰۱۸ تولید خودروی مارائودر را تحت لیسانس و با نام آرلان، در قالب سرمایه‌گذاری مشترک با شرکت Kazakhstan Paramount Engineering آغاز کرد. در همان سال اعلام شد که ۷۰ درصد از سامانه‌های رادیویی و برجک‌های سلاح کنترل از راه دور این خودرو به‌صورت بومی تولید می‌شوند.
در نزدیکی شهر آستانه، ساخت کارخانهٔ مربوط به این پروژه در ۲۰۱۴ آغاز شد و یک سال بعد به پایان رسید.

#### سنگاپور
در سنگاپور، شرکت ST Engineering با همکاری گروه پارامونت و آژانس علوم و فناوری دفاعی، خودروی مارائودر را تولید می‌کند. این همکاری بر اساس توافقی در ۲۰۱۲ برای تولید و بازاریابی مشترک خودرو شکل گرفت.

گونه‌های تولیدشده در سنگاپور با نام Belrex شناخته می‌شوند و شامل نسخه‌های امنیتی، مهندسی، شناسایی، پشتیبانی لجستیکی، سوخت‌رسان، امدادی، سیگنال، نگهداری و حمل مهمات و خمپاره‌اند. پلتفرم پایهٔ این خودرو در سه اندازهٔ مختلف برای فضای سرنشین عرضه می‌شود: چهار، هشت و ده نفره.

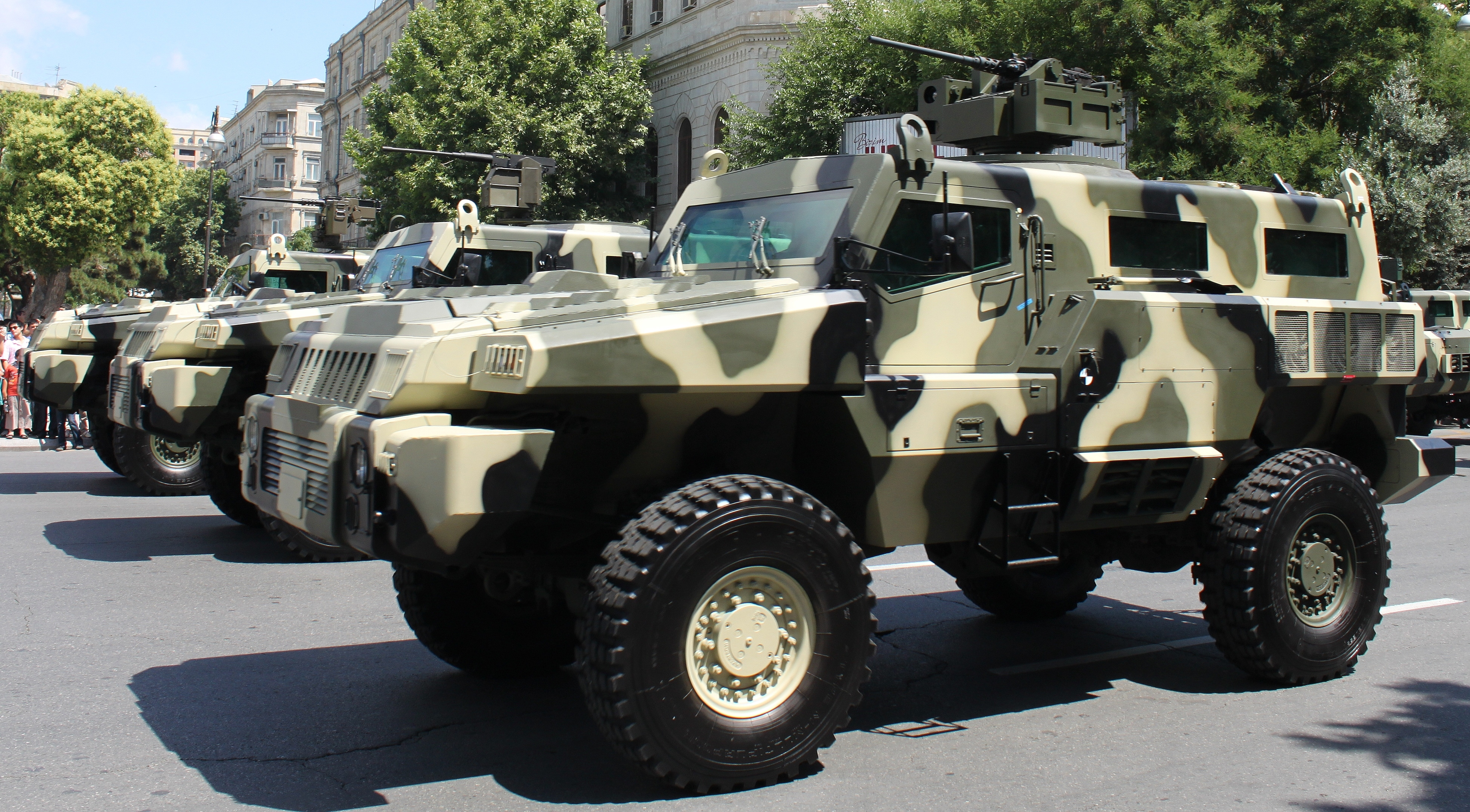
مارائودر تولید آذربایجان

## کاربران
- الجزایر: بر پایهٔ گزارش مؤسسه SIPRI، تنها دو دستگاه مارائودر در ۲۰۰۹ تحویل داده شد. همچنین مذاکراتی برای خرید نسخهٔ آرلان از قزاقستان در جریان بوده است.
- جمهوری آذربایجان: بیش از ۱۰۰ دستگاه مارائودر بین سال‌های ۲۰۰۹ تا ۲۰۱۴ تحویل داده شد. تولید داخلی این خودروها نیز در قالب توافقی میان گروه پارامونت و وزارت صنایع دفاعی جمهوری آذربایجان آغاز گردید. نقشه کشورهای مصرف‌کننده به رنگ آبی

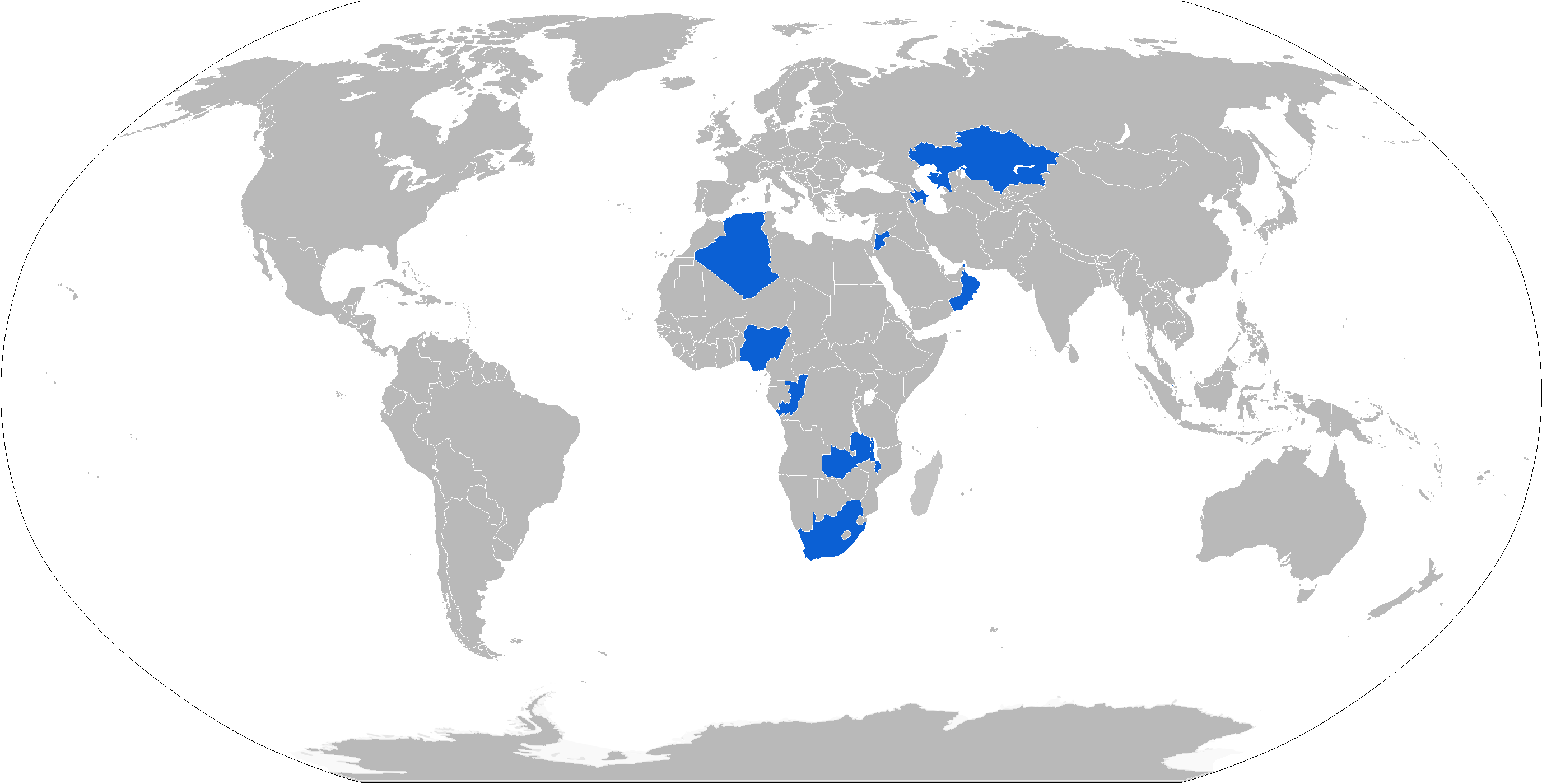
نقشه کشورهای مصرف‌کننده به رنگ آبی

- کنگو: ۵۲ دستگاه بین سال‌های ۲۰۱۰ تا ۲۰۱۲ تحویل داده شد.
- اردن: نخستین سفارش شامل حدود ۵۰ دستگاه مارائودر و ماتادور در مارس ۲۰۰۸ ثبت شد. تولید داخلی این خودروها با همکاری دفتر طراحی و توسعهٔ ملک عبدالله دوم آغاز گردید.

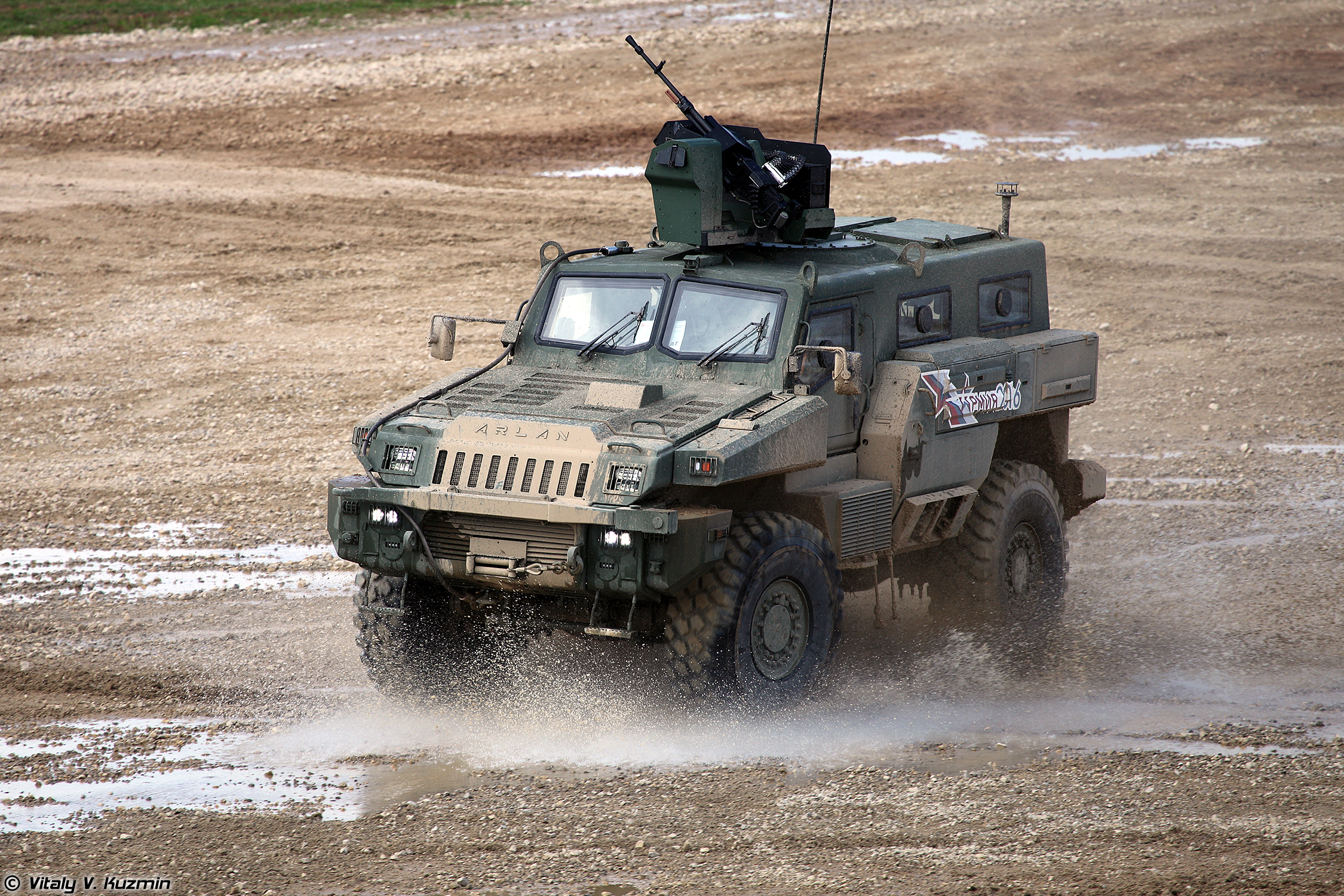
آرلان، گونهٔ قزاقستانیِ مارائودر.

- آرلان، گونهٔ قزاقستانیِ مارائودر.قزاقستان: تعداد نامشخصی از گونهٔ زمستانی این خودرو با نام آرلان (به‌معنای گرگ) در ۲۰۱۳ سفارش داده شد و قرار بود تحویل آن‌ها در ۲۰۱۶ آغاز شود. تولید داخلی آرلان توسط شرکت مشترک Kazakhstan Paramount Engineering (KPE) انجام می‌شود که نتیجهٔ همکاری گروه پارامونت و شرکت دولتی مهندسی قزاقستان است. نخستین محمولهٔ آرلان در دسامبر ۲۰۱۷ به نیروهای ویژهٔ قزاقستان تحویل داده شد.
- مالاوی: شش دستگاه در ۲۰۱۳ سفارش داده شد.
- موزامبیک: پنج دستگاه در ۲۰۲۰ سفارش داده شد.
- نیجریه: تعداد نامشخصی از این خودروها در مارس ۲۰۱۹ برای نیروی هوایی نیجریه تهیه شد که به برجک موسوم به «سر مار» ساخت اردن مجهز بودند.
- عمان: یک دستگاه در ۲۰۱۳ سفارش داده شد.
- روسیه: در اختیار نیروهای وفادار به رمضان قدیروف (معروف به قدیروفتسی) قرار دارد.
- سنگاپور: این کشور نسخهٔ اختصاصی خود را با نام Belrex (خودروی پشتیبانی رزمی محافظت‌شده) به کار گرفته است. این نسخه دارای شاسی کشیده است. در سال ۲۰۱۳، ۱۲۲ دستگاه سفارش داده شد و به‌طور رسمی در ۲۰۱۶ وارد خدمت شد. بلرکس‌ها جایگزین تمامی کامیون‌های بدون زره پنج‌تُنی نیروهای مسلح سنگاپور خواهند شد.
- زامبیا: سه دستگاه در ۲۰۱۶ برای استفاده در نیروی پلیس زامبیا تحویل داده شد.[۸]

## حضور در رسانه
این خودرو در قسمت نخست از فصل هفدهم برنامهٔ تخت‌گاز به نمایش درآمد؛ ریچارد هموند بررسی این خودرو را انجام داد.
همچنین در قسمت ششم از فصل دوم برنامهٔ پنج برتر جهان(به انگلیسی: World’s Top 5) نیز حضور داشت.